# Tóth István József
Tóth István József (Komárom, 1953. augusztus 3. – ) magyar földrajz–testnevelés szakos tanár, politikus; 2006 és 2024 között Gárdony fideszes polgármestere.

## Életpályája
Az egri Eszterházy Károly Főiskolán szerzett földrajz–testnevelés szakos tanári diplomát. 1976-ban telepedett le Agárdon. Pályáját az agárdi Chernel István Általános Iskola és Gimnáziumban kezdte, ahol 1990-ben a tantestület igazgatójává választották. Időközben a Pécsi Tudományegyetemen földrajz szakos középfokú tanári végzettséget szerzett, illetve a Budapesti Műszaki Egyetemen közoktatás-vezetői diplomához jutott hozzá.
1990 és 2006 között Gárdony önkormányzatának képviselője. 1990-ben Gárdony alpolgármesterének választották. 2006-ban, 2010-ben, 2014-ben és 2019-ben Gárdony polgármesterének választották.